# 紮職2
《紮職2》（英語：The Brotherhood of Rebel） 是2023年香港黑幫題材電影，由吳家偉執導，伍健雄監製，製片人邵劍秋，是《紮職系列電影》的第二部電影，由黃宗澤、陳家樂、張繼聰、黃德斌、周勵淇、鄭則仕、衛詩雅等領銜主演。

## 劇情
17年前，一名刀手伏擊社團龍頭佑哥，震驚江湖，同夜該名刀手成為社團的追擊目標。佑哥妻子勝男姐派阿齊、金仔及其他人去將刀手找出。阿齊抓到刀手後發現，他竟是阿齊與金仔從小玩大的好兄弟 － 阿貓所為。阿齊知道就算自己不抓住他，落入別人手上，阿貓一樣與死無疑。阿齊最終協助他著草離開香港。後來趕到的金仔，望著阿齊卻感到有蹺蹊。雖然佑哥渡過了危機期，但刀傷傷及脊椎，半生叱吒風雲的佑哥，從此半身不遂。就是這一刀分別地改變各人的命運。

## 演員
| 演員   | 角色   | 簡介 |
| ------ | ------ | --- |
| 黃宗澤 | 阿齊   | 童年時與阿貓和金仔份屬好友，輟學後三人一同在江湖上打滾，後來加入阿公的社團，漸漸得到佑哥賞識，正式成為社團的一份子，經常跟隨佑哥出入與老闆級人馬會面，因其醒目且不搶風頭的性格，深得老闆們的喜愛。                                     |
| 陳家樂 | 金仔   | 兒時是數一數二的反叛份子，每次闖禍都有阿齊為他善後，久而久之成為理所當然，他希望紮職後成為社團中要角，佑哥卻看重阿齊，為此心中暗有不忿，但礙於阿齊的兄弟情，金仔未有多大的舉動。                                                       |
| 張繼聰 | 阿貓   | 多年來一直以阿齊馬首是瞻的他，不介意自己的風頭被阿齊搶去，因為他很清楚自己在三兄弟裡面的位置；在追隨佑哥後，並沒有專注社團事務，只靠自己能力去抓緊每個揾錢機會；熟悉汽車的他，大大小小的汽車走私等勾當，只要能夠圖利的他都會參與其中。 |
| 周勵淇 | 勝男   | 黑幫頭目阿公之獨生女，從小隨父親在社團打滾，耳濡目染下，很清楚黑社會是怎樣的一回事。 |
| 黃德斌 | 佑哥   | 在社團裡面從小混混開始，一路打拼力爭上游，作風硬淨、雷厲風行，因此深得阿公的賞識；愛上了阿公的女兒勝男，為不招人話柄，他更落力為社團賣命，以證明自己的江湖地位。                                                                       |
| 衛詩雅 | 悅     | 出生在越南的僑民，阿貓妻子，為了愛情，她放棄出生地來到香港與阿貓一起生活。 |
| 鄭則仕 | 黃燦   | 香港實力雄厚的地產商之一，專營收購改建等項目。 |
| 袁富華 | 言老闆 | 香港實力雄厚的地產商之一，專營收購地皮興建中小型屋苑項目。 |
| 莊鍶敏 | 李小姐 | 言老闆的得力副手。 |
| 黃錦燊 | 阿公   | 香港第一大社團的前坐館，江湖上能呼風喚雨，女兒勝男從小與自己相依為命，因此對阿公而言，勝男就像他的掌上明珠。 |
| 黎峻   | 誠     | 阿齊的近身副手，沉默寡言不愛社交，除了阿貓與金仔之外，阿齊最信任的人就是他。 |
| 王俊棠 |        | 社團叔父之一 |
| 煒烈   | 力哥   | 社團叔父之一 |
| 張雷   | 灰狗   | 社團叔父之一 |

## 製作
根據《電影檢查條例》，本片被列作第三級影片（III）。此片為黃宗澤、周勵淇首部參演三級片之作品。

## 分級
| 國家/地區 | 分級   |
| 香港      | III级  |
| 澳門      | D組    |
| 馬來西亞  | 18     |
| 台灣      | 輔導15 |
| 新加坡    | M18    |

## 電影歌曲
| 曲別               | 歌名           | 作曲   | 作詞           | 編曲   | 監製   | 主唱           |
| 主題曲             | 《有借有還》   | 伍樂城 | 張楚翹、伍樂城 | 曾津平 | 伍樂城 | 陳偉霆         |
| 佑哥歌唱卡啦OK曲目 | 《英雄出少年》 | 顧嘉輝 | 鄧偉雄         |        |        | 關正傑（原唱） |

## 備註
1. ↑  本電影沿用同名電影主題曲
2. ↑  黃德斌於本電影內所點唱的歌曲，歌曲是TVB經典電視劇《英雄出少年》主題曲

## 外部連結
- 紮職2的Facebook專頁
- 紮職2的Instagram帳戶
- 香港影庫上《紮職2》的資料（繁體中文）
- 豆瓣电影上《紮職2》的資料 （简体中文）
- 互联网电影数据库（IMDb）上《紮職2》的资料（英文）